# スポイラー (自動車)

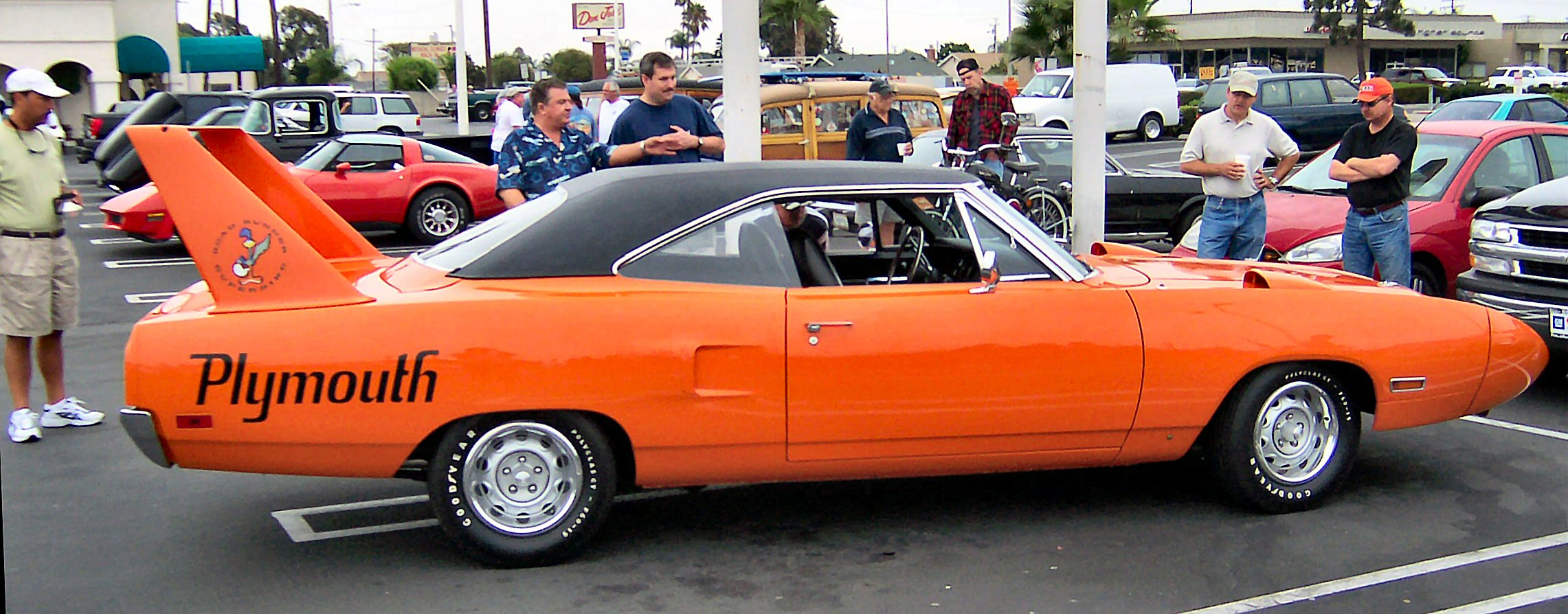
プリムス・スーパーバードは工場出荷時の高いリヤウイングで有名である。

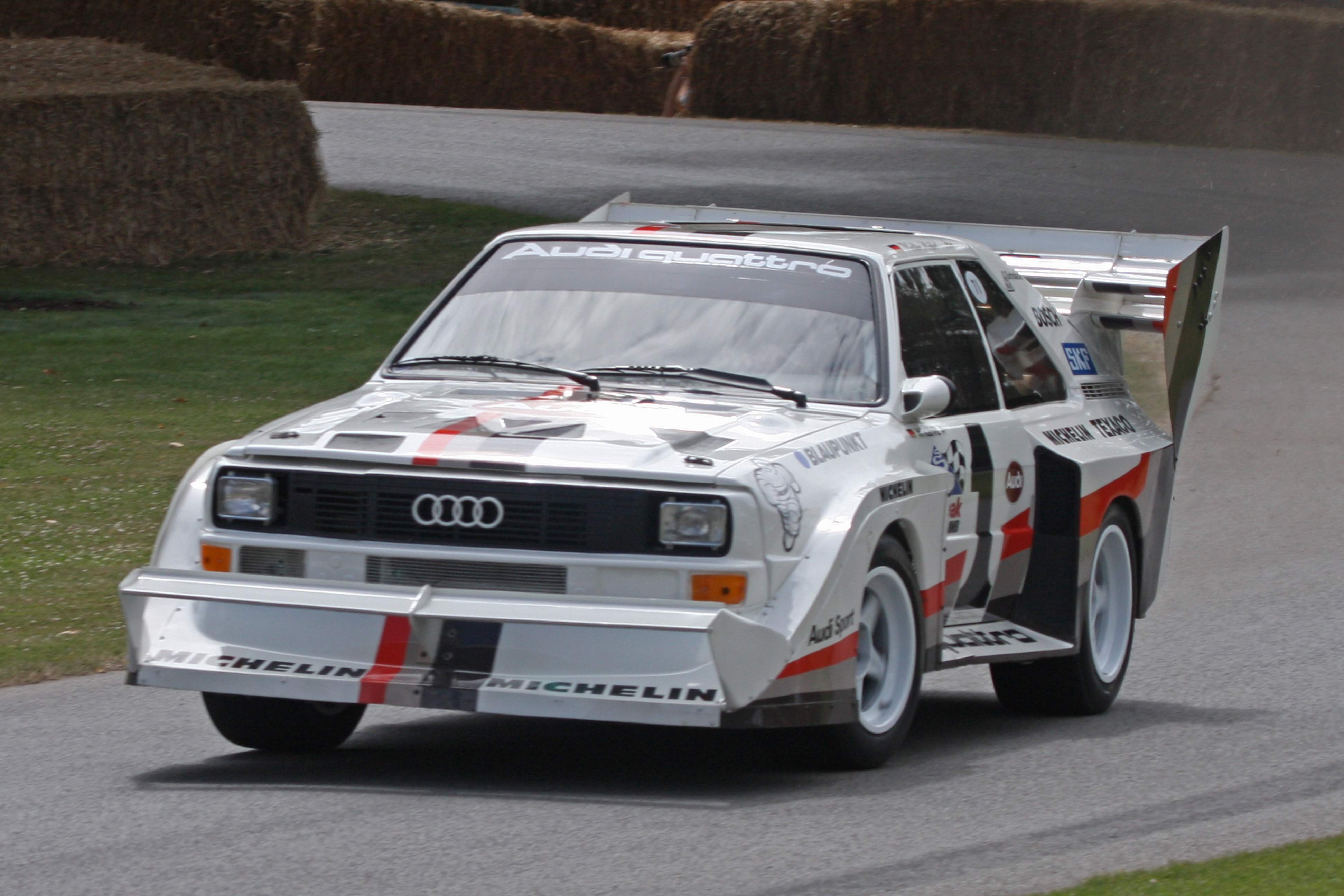
特別なレース用ウイングを装着したパイクスピーク・インターナショナル・ヒルクライムカラーリングの1987年式アウディ・スポーツ・クワトロS1。グッドウッド・フェスティバル・オブ・スピード。

スポイラー（英: Spoiler）は、運動中の自動車の車体を横断する望ましくない空気の動き（大抵乱流または抗力と呼ばれる）を「壊す（スポイルする）」ための意図された設計機能を持つ自動車の空気力学的装置である。車両の前部のスポイラーはしばしばエアダム（air dam）と呼ばれる。スポイラーはレースカーおよび高性能スポーツカーに適していることが多いが、乗用車でも一般的となっている。一部のスポイラーは主にスタイリング（外観）目的で追加されており、ほとんど空気力学的恩恵を持たないか、空気力学を悪化させてしまうものもある。
「スポイラー」という用語はしばしば「ウイング」（wing、翼）と区別せずに誤って用いられる。自動車のウイングはその周囲を空気が通過するとダウンフォース（負の揚力）を生成するように意図された設計を持つ装置であり、単に既にある気流パターンを破壊するものではない。このようなものとして、抗力（drag）を低下させるよりむしろ、ウイングは実際には抗力を増大させる。

## 働き

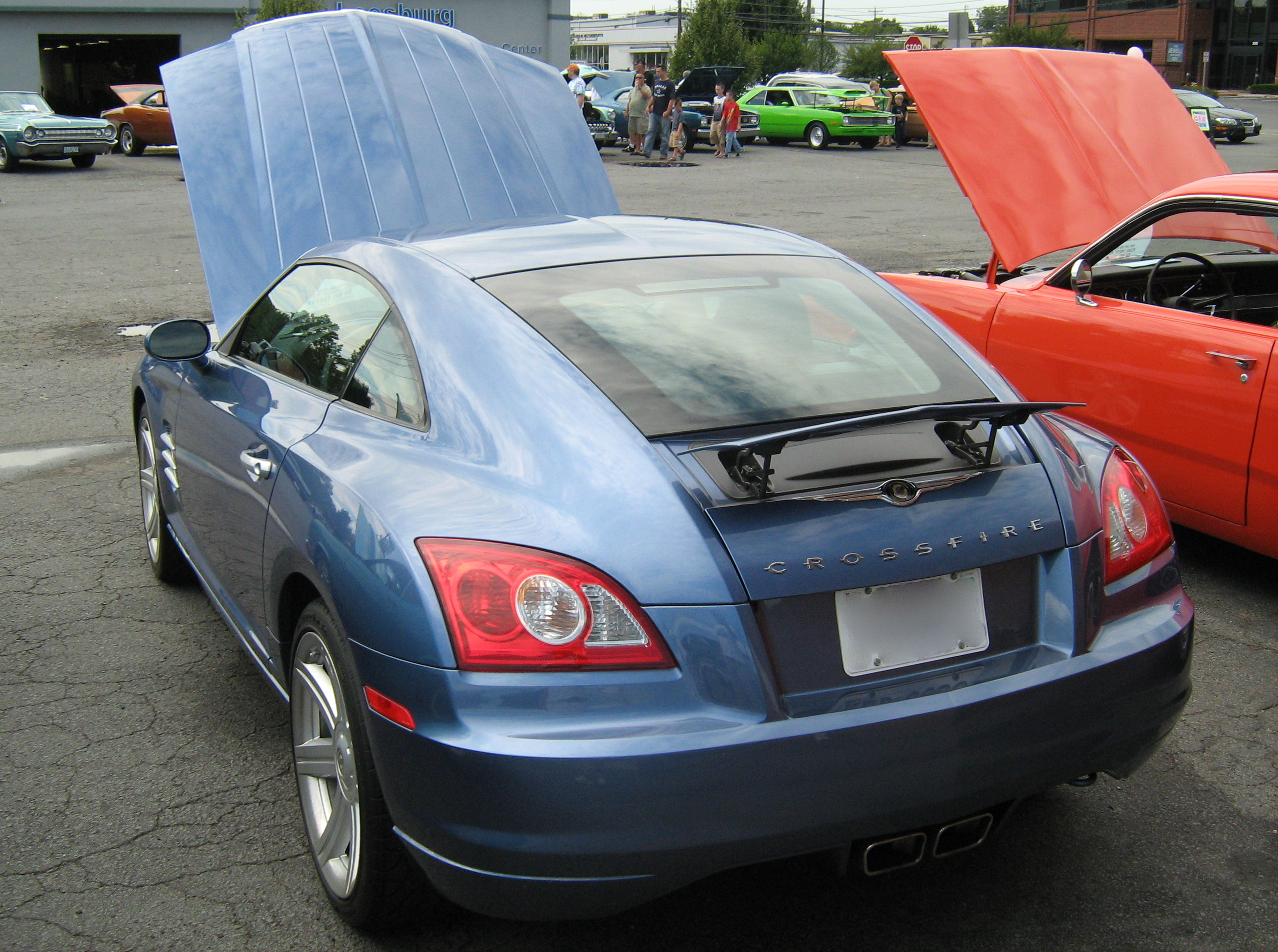
クライスラー・クロスファイア上の格納式スポイラー

スポイラーは使い道について説明した用語であるため、スポイラーの働きは破壊（スポイル）しようとする特定の効果によって異なる。最も一般的なスポイラーの機能には動いている車両を超えるかその周囲のある種の気流を壊すことである。一般的なスポイラーはその形状を超えて流れる乱流の量を増やすことによって空気を拡散し、これによって層流を壊して、層流境界層のためのクッションを与える。

## レーシングカー
塊が加速しながら動く時、周囲の空気はその運動に影響を与える。レースにおけるスポイラーはレースカーのシャシ上のその他の特徴と組み合わされて使われ、周囲の空気によって影響される操舵特性を変化させる。これらの装置は特定のレースの要求に合うように、あるいは特定のドライバーの才能に合うように高度に調節可能に設計されている。

## 乗用車

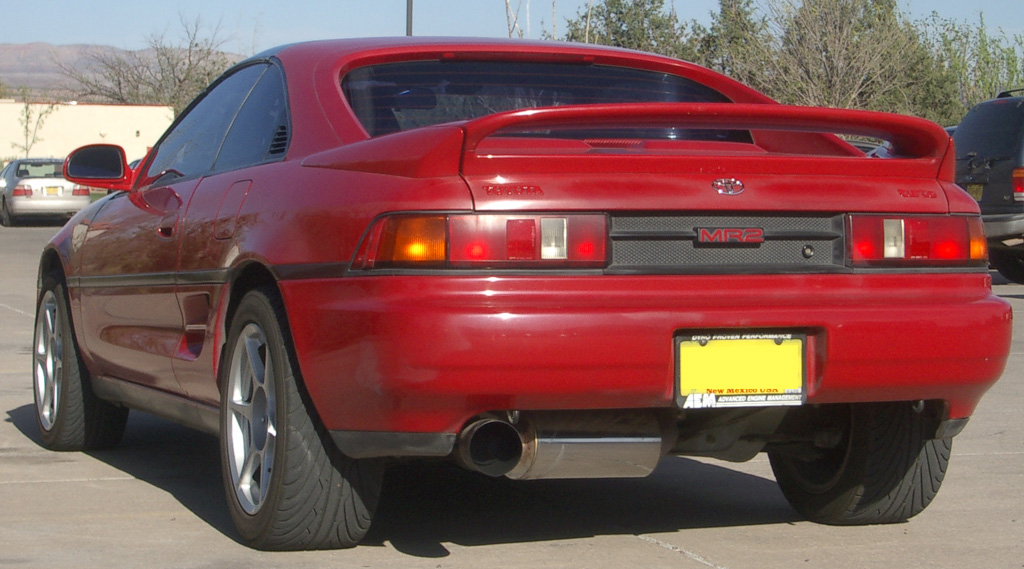
出荷時に取り付けられたリヤスポイラーを持つトヨタ・MR2。

乗用車において使われている多くのスポイラーの目的は抗力を減らし、燃費を上げることである。乗用車にはフロントおよびリヤスポイラーを装備することができる。バンパーの下で見られるフロントスポイラーは主に車両の下を通る空気の量を減らして抗力係数と揚力を減らすために使われる。
スポーツカーはフロントおよびリヤスポイラーが付いていることが多い。これらの車両は典型的には高速操縦性を助けるためにより剛性の高いシャシとより固いサスペンションを持っているにもかからず、スポイラーはまだ有益でありうる。多くの車両がルーフのリヤ縁からトランクまたは車の尾部へかけて急な下向き角度を有しており、これが気流の分離を引き起こすためである。空気の流れは乱流となり、低圧力領域が生成される。これによって抗力と不安定性が増大する（ベルヌーイ効果）。リヤスポイラーを追加すると、空気はルーフからスポイラーへかけてより長く、より穏やかな傾斜を「見ることが」できるようになると考えることができ、これが気流分離を遅らせ、スポイラーの前のより高い圧力はダウンフォースを生成することによって車上の揚力を低減するのを助ける。これは場合によっては抗力を減らすかもしれず、一般的にリヤの揚力が低減することで高速安定性が増す。
レースとの結び付きのため、スポイラーは消費者によって「スポーティー」と見られることが多い。しかしながら、「より高所得層向けのモデルに装備されているスポイラーがさらなる空気力学的恩恵を与えることはめったにない」。

### 材質

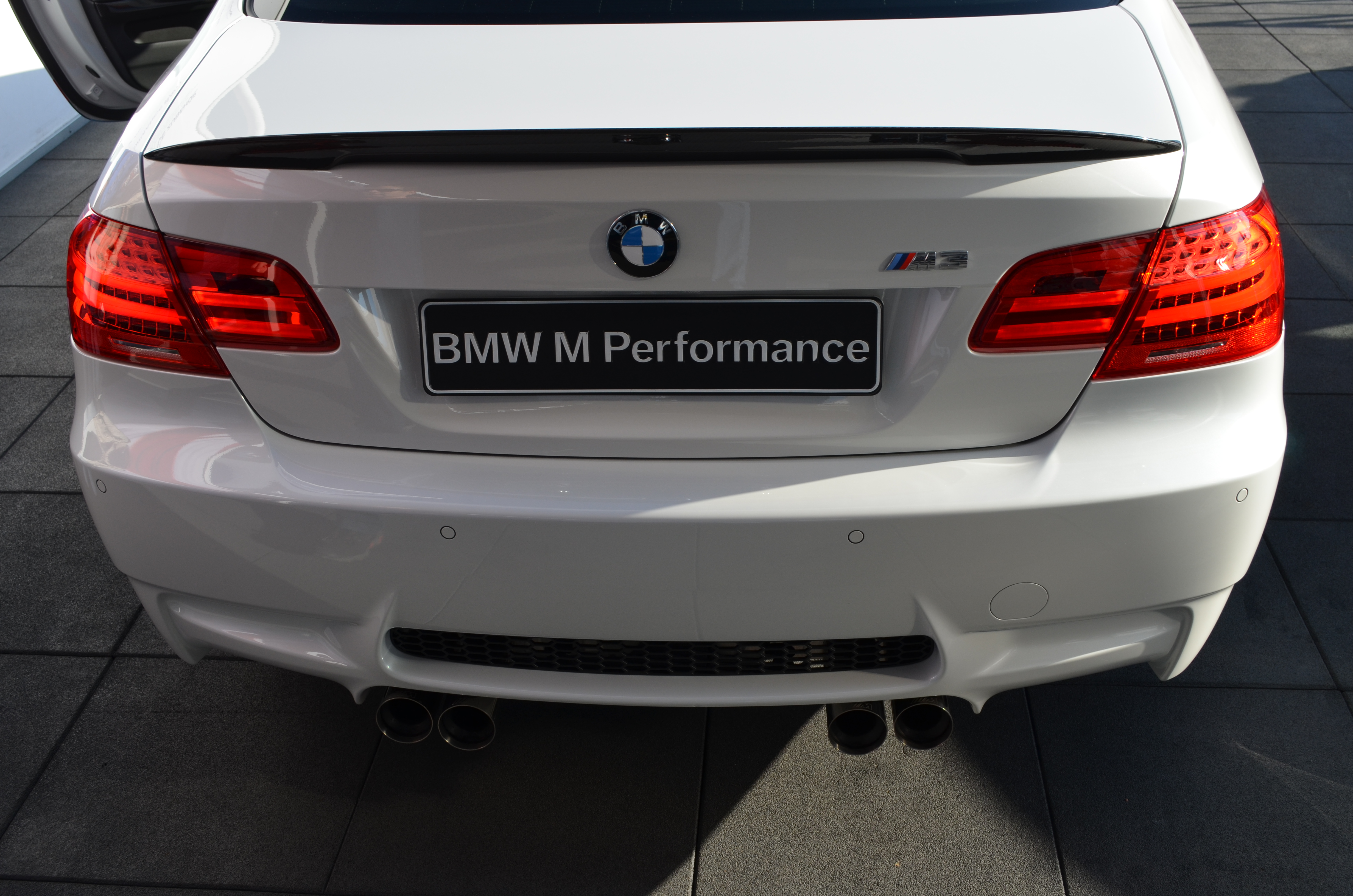
BMW・M3・E92クーペ。炭素繊維強化プラスチック製のリヤスポイラー（黒色）が付いている。

スポイラーは大抵、軽量のポリマーに基づく材料で作られている。
ABS樹脂
ほとんどの委託者ブランド名製造業者（OEM）は様々な混ぜ物（典型的には顆粒状の混ぜ物）を使ったABS樹脂を成型することによってスポイラーを生産する。混ぜ物（フィラー）を入れることでこの安価な材料に剛性が導入される。もろさが合成樹脂（プラスチック）の主な短所であり、経年により劣化が進む。
ガラス繊維強化プラスチック（ファイバーグラス）
価格の低さによって自動車部品生産で使われる。ファイバーグラス製スポイラーは熱硬化性樹脂（エポキシ樹脂など）が浸透したファイバーグラス生地からなる。ファイバーグラスは十分な耐久性と実効性があるが、労働力が必要なために大規模生産では利益を出せなくなっている。
シリコーン
より最近は、多くの自動車アクセサリー製造業者はシリコーン有機ポリマーを使用している。この材料の主な恩恵はその驚異的な可塑性である。シリコーンは極めて高い熱特性を有し、より長い製品寿命を与える。
炭素繊維強化プラスチック（カーボンファイバー）
カーボンファイバーは軽量かつ耐久性があるが、高価である。大量の手作業のため、現在自動車部品の大規模生産においてカーボンファイバーを広く使用することはできない。

### その他の一般的なスポイラーの種類
フロントスポイラー
フロントスポイラー（エアダム）はフロントバンパーの下に位置するか、フロントバンパーと統合されている。レースでは、このスポイラーは車両の全部の空気を関連したハンドリング（操舵特性）の動力学を制御するために用いられる。これは速い車両の車体の抗力係数を改善すること、あるいはダウンフォースを生成することになる。乗用車では、冷却目的のためにエンジンベイへと気流を向けることに目的が移る。
ピックアップトラックベッドスポイラー
これはリヤ近辺の荷台柵の上端にのみ付けられる。荷台カバーと一緒に使われるこのスポイラーはテールゲート（後部開閉板）からの空気の急な下落を低減することが意図されている。
ピックアップトラックキャブスポイラー
目的は上記のベッドスポイラーと同じであるが、トラックの運転台（キャブ、キャビン）から荷台への空気の下落により着目している。

## アクティブスポイラー
アクティブスポイラーとは、走行中に状況に応じて動的に調整し、スポイラー効果や強度などの性能を変化させるものである。ほとんどの場合スポーツカーやその他の乗用車で見られる最も一般的な形式は、車両の後方に部分的あるいは完全に格納され、隠されているリヤスポイラーである。このリヤスポイラーは車両が特定の速度を超過すると上向きに延びる。アクティブフロントスポイラーも同様に特定のモデルに実装されており、高速走行時の抗力を低減するためにフロントスポイラー（エアダム）が路面に向かって下向きにさらに延びる。ほとんどの場合、スポイラーの展開はオンボードコンピュータあるいはその他の電子機器によって、車両速度、ドライバーの設定、あるいはその他の入力に基づいて自動的に制御される電気モーターを使って達成される。ドライバーは手動でスポイラーを展開できるが、車両の高速操舵特性を危険なほどに損うかもしれないため、特定の速度以上ではスポイラーを格納することができない。
アクティブスポイラーは固定されたスポイラーと比較して利点がある。外見上は、駐車あるいは低速巡航時によりすっきりとした外観を持たせることができる。隠れるスポイラーは、象徴的なモデル（例えばポルシェ・911やアウディ・TT）の外観を劇的に変化させることなく高速空気力学を改善しようと努めている車のデザイナーにとって魅力的であるかもしれない。低速でスポイラーを隠すことも空気力学を改善できる。低速では、固定スポイラーは実際には抗力を増大させるが、その上をほとんど空気が流れていないため車両の操舵特性を改善することはほとんどしない。格納式フロントスポイラーは縁石またはその他の路面不良上で車が擦れるのを減らすことができ、高速での抗力を減らす。
シャパラル・2Jにあるような駆動ファンはスポイラーと等価な働きをし、ダウンフォースを増大させることで車両のトラクションと操舵特性（ハンドリング）を増大させる。車両の空気力学を変化させるためのファンの使用については研究が続けられている。

## その他の車両
長距離輸送トラクターのような大型トラックも、牽引するトレイラーからの空気抵抗によって生じる抗力を減らすためにキャビン（運転台）の上にスポイラーを持つことがある。トレーラーはキャビンよりも高い場合があり、このスポイラーを使うことなく車両の空気力学を劇的に低減しうる。牽引するトレイラーはまた後輪からの空気を偏向するために外向きに角度が付けられたアンダーサイドスポイラーを適合させることができる。
列車も（空気ブレーキのように）抗力を誘発するためにスポイラーを使用できる。日本の高速列車試作機FASTECH 360は400キロメートル毎時 (250 mph)の速度に達するよう設計されている。そのノーズはトンネル通過に関連した風の影響を壊すように特別に設計されており、抗力を増大することによって緊急の場合に列車を減速するよう働く「耳」（通称ネコミミ）を展開できる。
一部の現代的なレースカーはルーフフラップと呼ばれるパッシブな状況的スポイラーを利用する。車のボディは前進している時にダウンフォースを生成するように設計されている。これらのルーフフラップは通常時はルーフのポケットに収納されており、車が揚力を受ける後進時に展開する。このポケット上の圧力が低下するとフラップが展開し、車によって生成される揚力の一部を弱めることで、地面と接地していない状況により抵抗できるようになる。これらの装置はタラデガでのラスティ・ウォレスのクラッシュ事故後の1994年にNASCARに導入された。

## ホエールテール

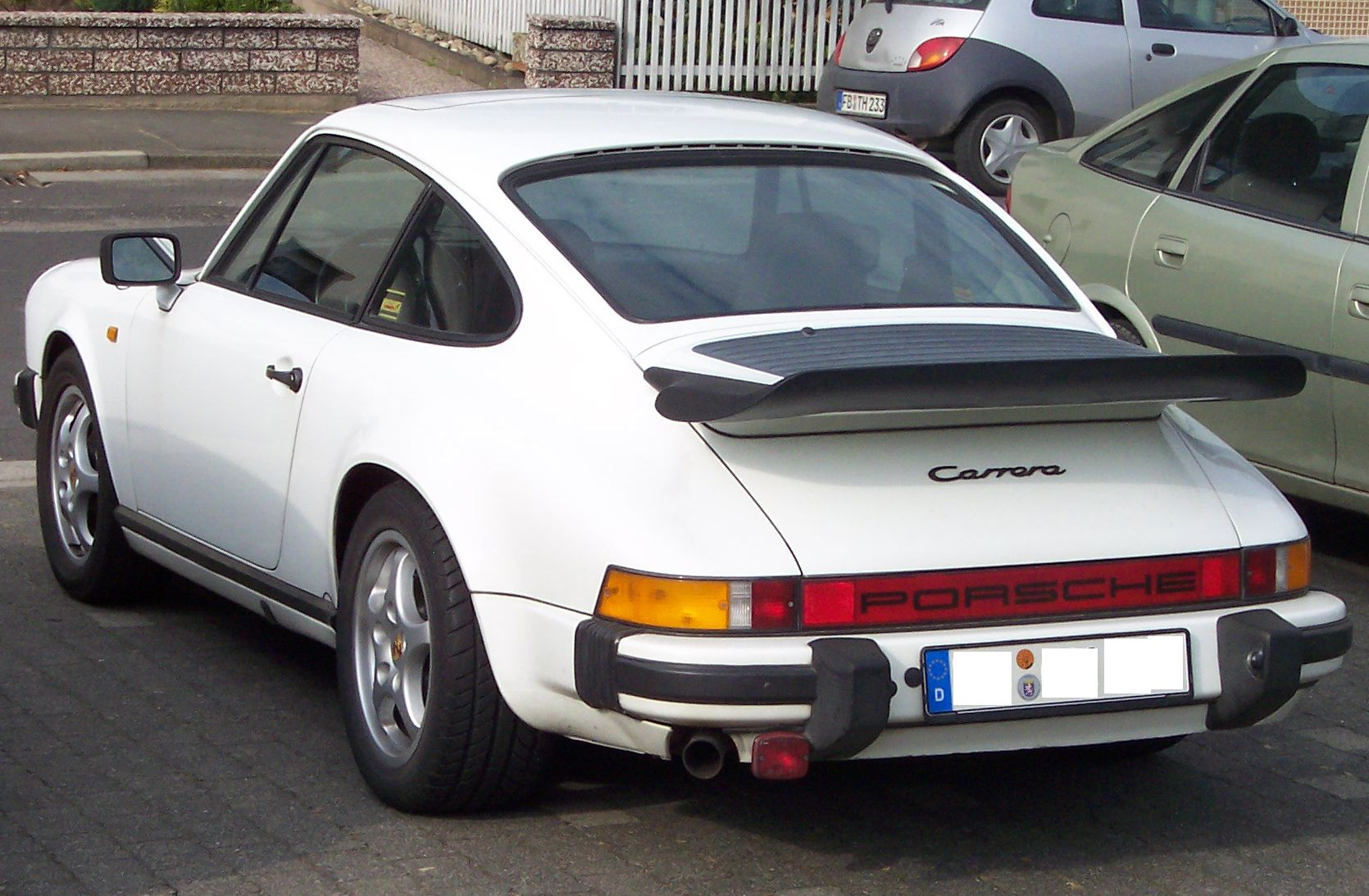
1975年式3.0リットル・ポルシェ・930ターボに導入された最初の「ホエールテール」（クジラの尻尾）

ポルシェ・911ターボが1974年8月に大型の広がったリアスポイラー付きで初公開された時、ただちにホエールテール（クジラの尻尾）という仇名を付けられた。後部の揚力を低減し、それによって車が高速でオーバーステアするのを防ぐよう設計されており、またホエールテールスポイラーのゴム縁は「歩行者にやさしい」と考えられた。ホエールテール付きのターボ車は人気があった。ポルシェ・911ターボは世界で最もすぐに見分けのつくスポーツカーの1つともなり、何らかの形でその後20年間され続け、1989年までに2万3千台以上が販売された。しかし1978年からは、リアスポイラーは再設計され、その持ち上がった側部から「ティートレー（茶盆）」という仇名が付けられた。ポルシェ・911のホエールテールはフロントバレンスパネルに取り付けられたチン（顎）スポイラーと併せて使われたが、一部の情報源によれば、空気力学的安定性を向上させなかった。翼（エアフォイル）、「テールゲートウインドウの基部を横断するリアウイング」、または「およそ80 km/hで展開する電子制御ウイング」のようなより新しい技術よりもダウンフォースの増大という点では効果が弱いことが明らかにされている。

### 歴史

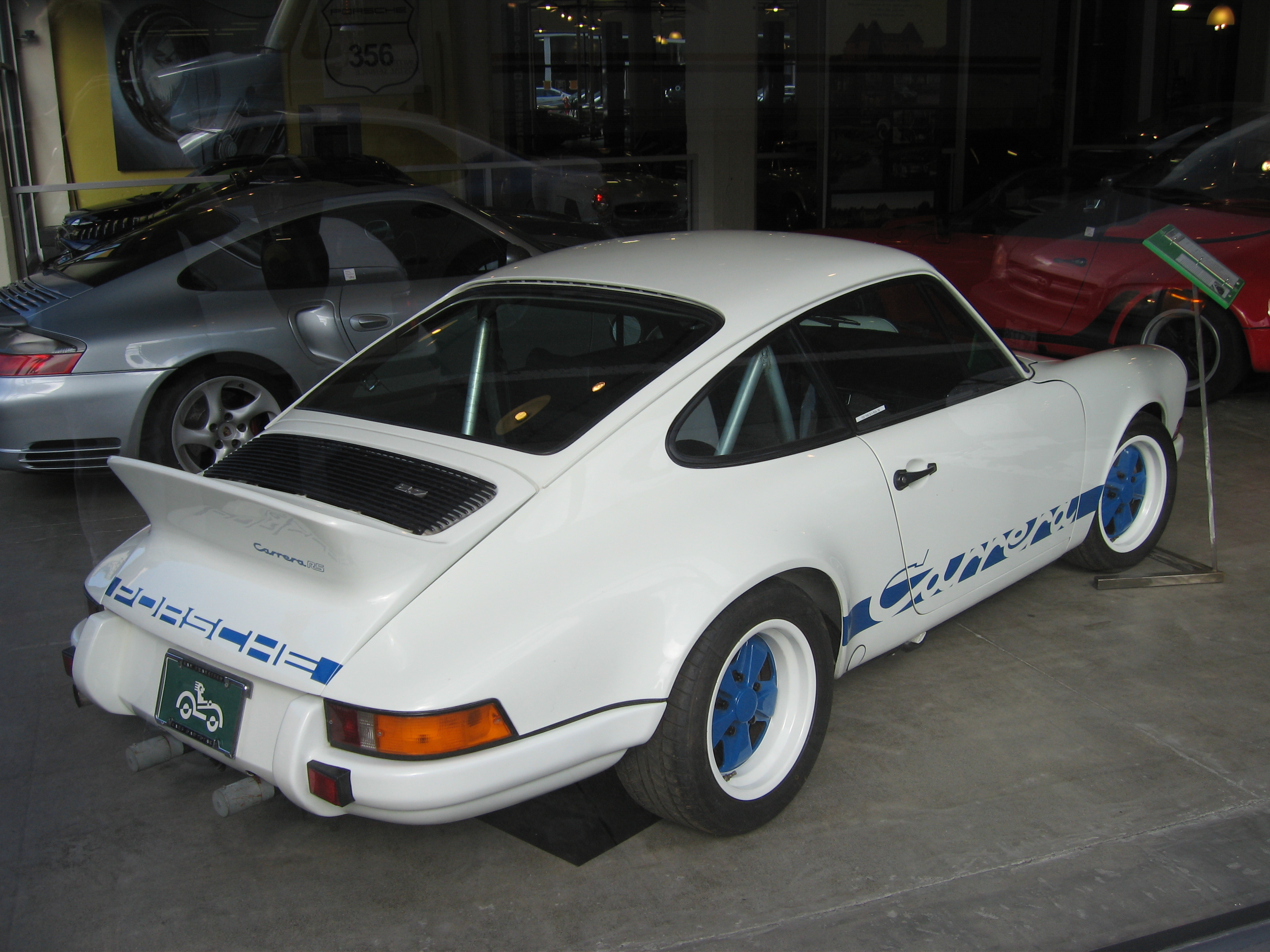
1973年式ポルシェ・911 Carrera RS上の「ダックテール」

ホエールテールは、E-プログラムの一部としての1973年の「ダックテール」（英語でアヒルの尻尾の意味。ドイツ語ではBürzel）の直後に登場した。「ダックテール」は911 Carrera RS（ドイツ語でレーススポーツを意味するRennsportの略称）に合うより小型で広がりの少ないリアスポイラーで、ドイツ国外ではオプションだった。ホエールは元々レースカーのポルシェ・930およびポルシェ・935のために1973年に設計され、1974年にターボ車に導入された（H-プログラムの一部として）。1975年からは非ターボ仕様のCarreraのオプションともなった。どちらの種類のスポイラーもエルンスト・フールマンがポルシェAGの技術責任者を務めていた時期に設計された。1976年、ゴム製フロントチンスポイラーも導入された。1978年、ポルシェはインタークーラーに空気を供給する「ティートレー」リアスポイラーを新たに設計した。これは911SC用のオプションでもあった。

### その他の車両
ポルシェ・911のこれらのホエールテール型スポイラーはファッション的な主張として人気を博し、この用語はフォード・シエラRSやフォード・フォーカス、シボレー・カマロ、サーブ・900など数多くの自動車の大型リアスポイラーを指すために使われている。ホエールテールスポイラーはトライク、トラック、ボート、その他の乗り物の後部でも見られる。

## 画像集

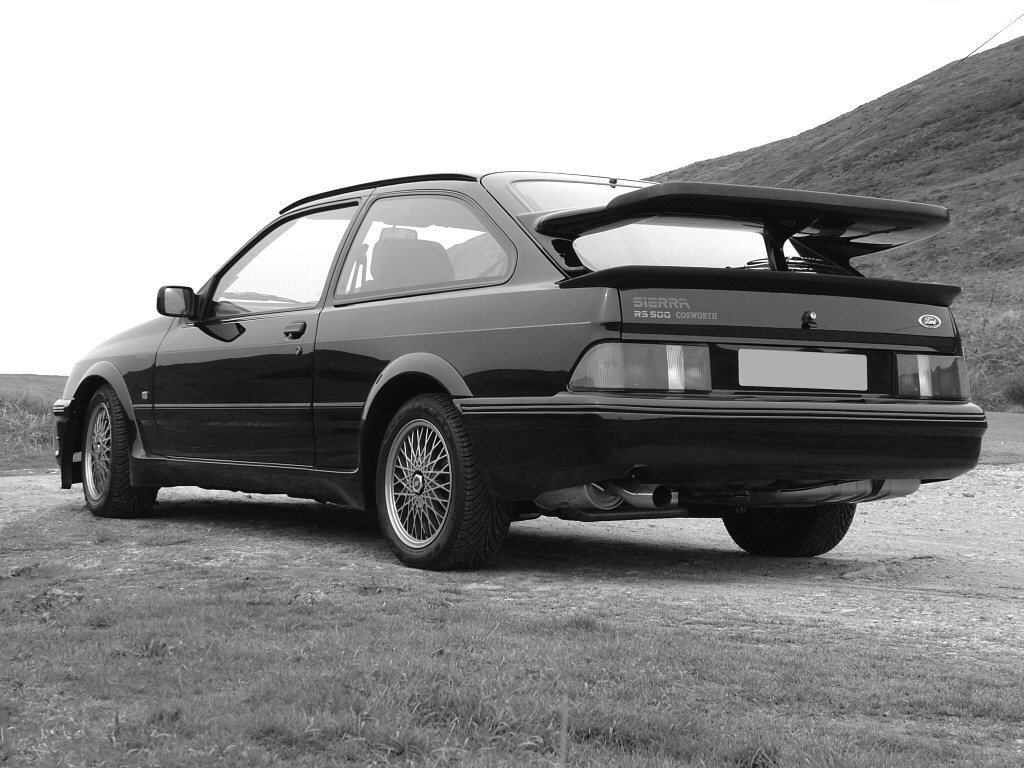
このフォード・シエラRSコスワースは工場出荷時取り付け済みのリアスポイラーを持つ
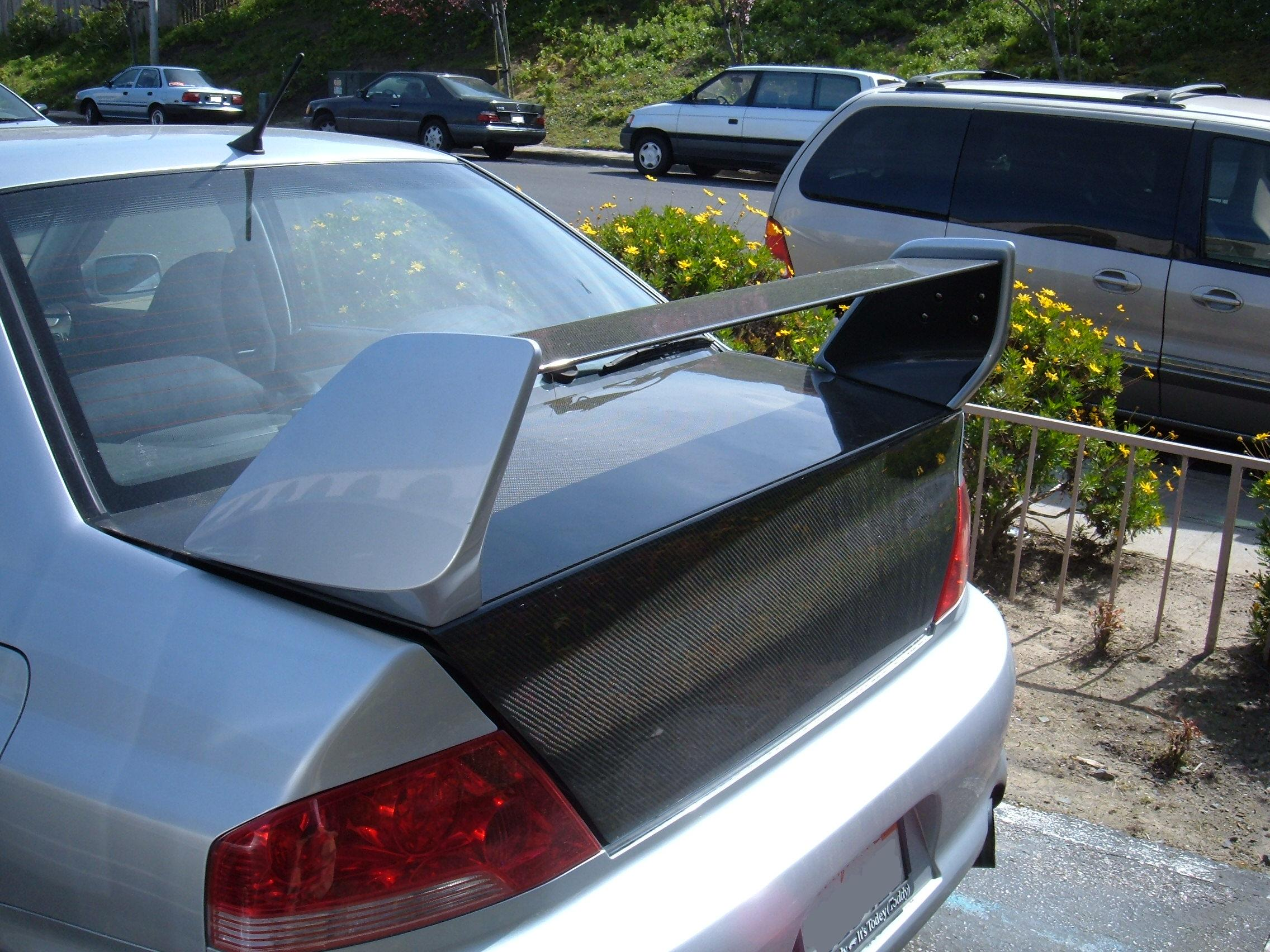
三菱・ランサーエボリューションのスポイラー
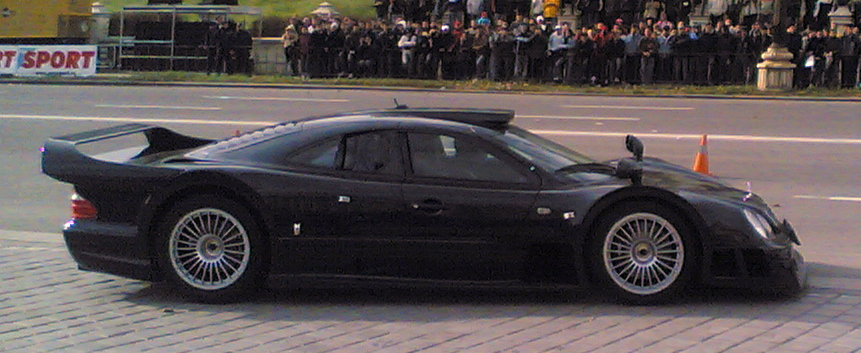
メルセデス・ベンツ・CLK-GTR
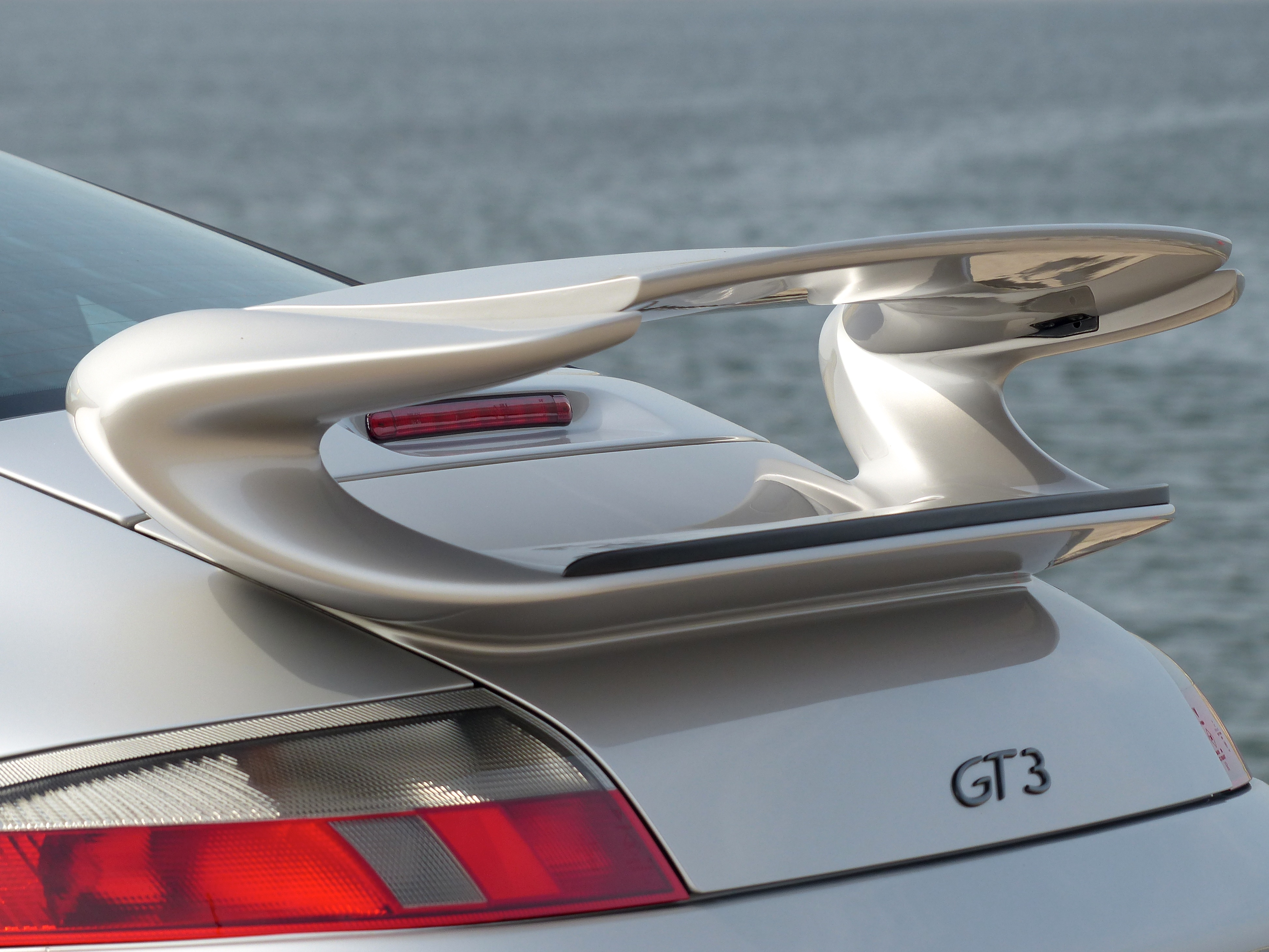
ポルシェ・996 GT3
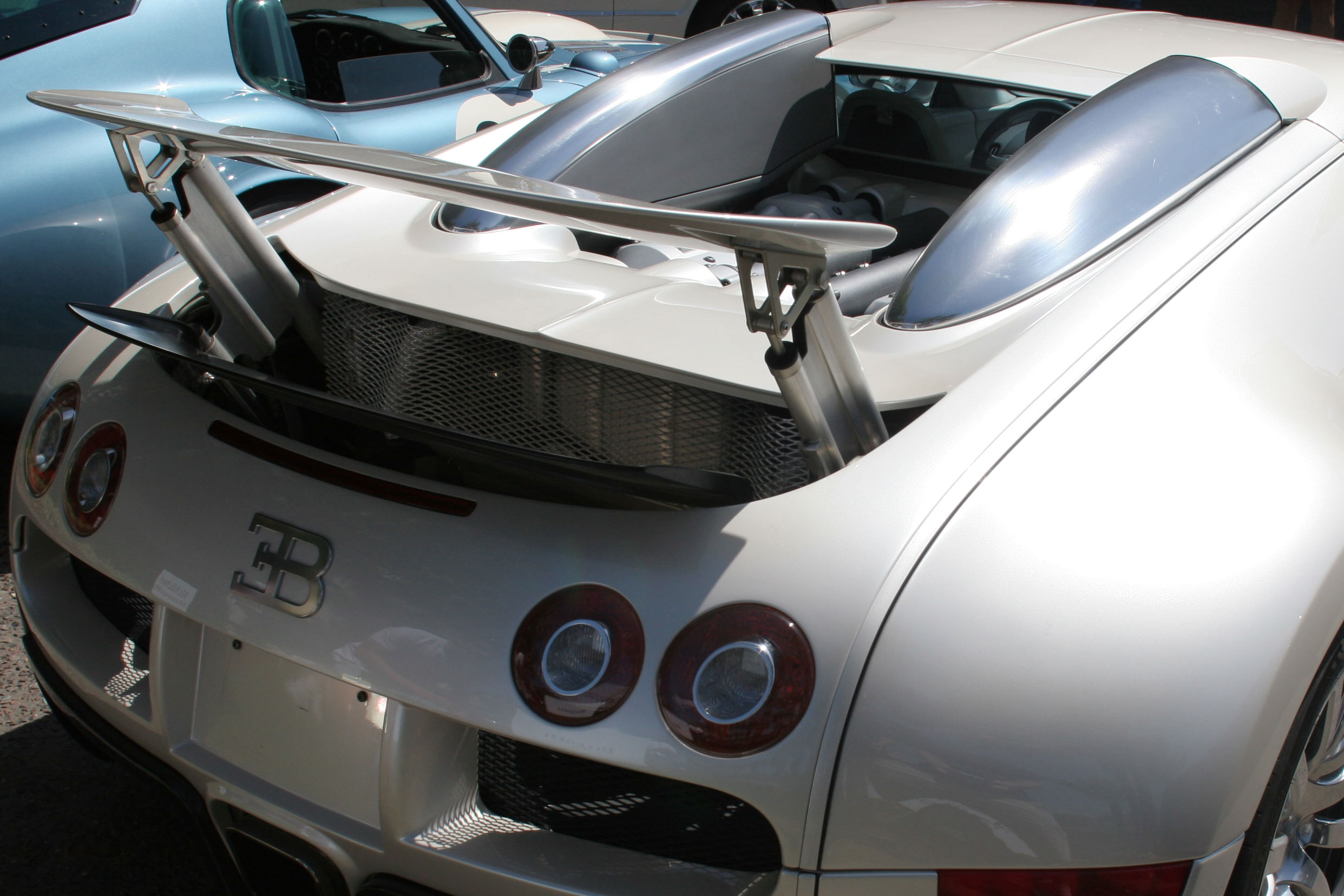
ブガッティ・ヴェイロン上の格納式スポイラー
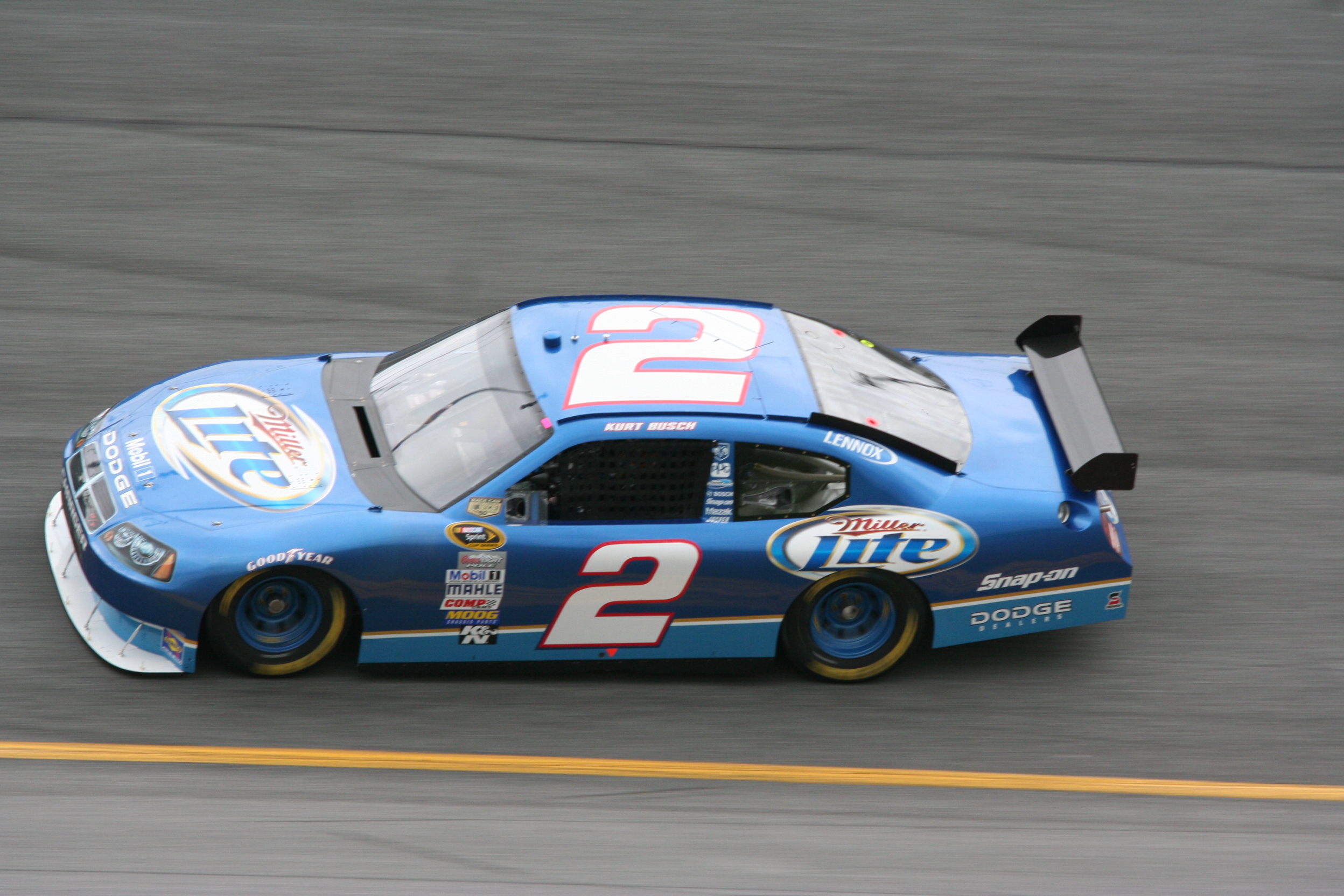
NASCARダッジ・チャージャー